# Seaspiracy
Seaspiracy is een documentaire uit 2021 over de impact van de visserij op het milieu, geregisseerd door en met als hoofdrolspeler Ali Tabrizi, een Britse filmmaker. 
De film ging in maart 2021 wereldwijd in première op Netflix en kreeg in verschillende landen meteen veel aandacht. De film ontving lof voor het onder de aandacht brengen van het probleem, maar ook controverse over de wetenschappelijke nauwkeurigheid ervan. Sommige organisaties en individuen die in de film werden geïnterviewd of negatief in beeld kwamen, hebben een aantal door de film ingenomen standpunten betwist, en de regisseur ervan beschuldigd hen verkeerd te hebben voorgesteld. 
De film is uitgegeven door Kip Andersen, die ook de documentaire Cowspiracy uitbracht, en zelf veganist is.

## Synopsis
De film belicht het effect van menselijke activiteiten op het mariene leven zoals plastic zeeafval, spooknetten en overbevissing over de hele wereld. Uitgangspunt is dat commerciële visserij de belangrijkste drijvende kracht is achter de vernietiging van mariene ecosystemen. Seapiracy verwerpt het concept van duurzame visserij en bekritiseert milieu-organisaties voor het behoud van de zee, zoals het Earth Island Institute en zijn Dolphin safe label, en de duurzame viscertificaten van de Marine Stewardship Council. Er is ook kritiek op de inspanningen van organisaties om het plastic van huishoudens terug te dringen, gezien de veel grotere impact van spooknetten. Voor Seaspiracy zijn deze initiatieven niet meer dan een dekmantel voor de milieueffecten van de visserij en de corruptie in de visserijsector. De film pleit voor zeereservaten en het stopzetten van de visconsumptie. De documentaire is tot slot ook een aanklacht tegen  de dolfijnenslachting in Taiji, de walvisjacht op de Faeröer eilanden, en moderne slavernij in de Thaise visserij-industrie. 